# Major League Baseball 1967
L'All-Star Game si disputò il 11 luglio all'Angel Stadium of Anaheim e fu vinto dalla selezione della National League per 2 a 1.
Le World Series si disputarono tra il 4 e il 12 ottobre e furono vinte dai St. Louis Cardinals che superarono per 4 partite a 3 i Boston Red Sox.

## Regular Season

### American League
| #  | Squadra               | Vittorie | Sconfitte | Perc. | Diff. |
| -- | --------------------- | -------- | --------- | ----- | ----- |
| 1  | Boston Red Sox        | 92       | 70        | .568  | -     |
| 2  | Detroit Tigers        | 91       | 71        | .562  | 1.0   |
| 2  | Minnesota Twins       | 91       | 71        | .562  | 1.0   |
| 4  | Chicago White Sox     | 89       | 73        | .549  | 3.0   |
| 5  | California Angels     | 84       | 77        | .522  | 7.5   |
| 6  | Baltimore Orioles     | 76       | 85        | .472  | 15.5  |
| 6  | Washington Senators   | 76       | 85        | .472  | 15.5  |
| 8  | Cleveland Indians     | 75       | 87        | .463  | 17.0  |
| 9  | New York Yankees      | 72       | 90        | .444  | 20.0  |
| 10 | Kansas City Athletics | 62       | 99        | .385  | 29.5  |

### National League
| #  | Squadra               | Vittorie | Sconfitte | Perc. | Diff. |
| -- | --------------------- | -------- | --------- | ----- | ----- |
| 1  | St. Louis Cardinals   | 101      | 60        | .627  | -     |
| 2  | San Francisco Giants  | 91       | 71        | .562  | 10.5  |
| 3  | Chicago Cubs          | 87       | 74        | .540  | 14.0  |
| 4  | Cincinnati Reds       | 87       | 75        | .537  | 14.5  |
| 5  | Philadelphia Phillies | 82       | 80        | .506  | 19.5  |
| 6  | Pittsburgh Pirates    | 81       | 81        | .500  | 20.5  |
| 7  | Atlanta Braves        | 77       | 85        | .475  | 24.5  |
| 8  | Los Angeles Dodgers   | 73       | 89        | .451  | 28.5  |
| 9  | Houston Astros        | 69       | 93        | .426  | 32.5  |
| 10 | New York Mets         | 61       | 101       | .377  | 40.5  |

### Record Individuali

#### American League
| Stat. | Giocatore        | Squadra               | Totale |
| ----- | ---------------- | --------------------- | ------ |
| AVG   | Carl Yastrzemski | Boston Red Sox        | .362   |
| HR    | Carl Yastrzemski | Boston Red Sox        | 44     |
| HR    | Harmon Killebrew | Minnesota Twins       | 44     |
| RBI   | Carl Yastrzemski | Boston Red Sox        | 121    |
| R     | Carl Yastrzemski | Boston Red Sox        | 112    |
| H     | Carl Yastrzemski | Boston Red Sox        | 189    |
| SB    | Bert Campaneris  | Kansas City Athletics | 55     |

| Stat. | Giocatore     | Squadra           | Totale |
| ----- | ------------- | ----------------- | ------ |
| W     | Jim Lonborg   | Boston Red Sox    | 22     |
| W     | Earl Wilson   | Detroit Tigers    | 22     |
| L     | George Brunet | California Angels | 19     |
| ERA   | Joe Horlen    | Chicago White Sox | 2.06   |
| K     | Jim Lonborg   | Boston Red Sox    | 246    |
| IP    | Dean Chance   | Minnesota Twins   | 283 ⅔  |
| SV    | Minnie Rojas  | California Angels | 27     |

- Carl Yastrzemski vincitore della Tripla Corona della battuta.

#### National League
| Stat. | Giocatore        | Squadra             | Totale |
| ----- | ---------------- | ------------------- | ------ |
| AVG   | Roberto Clemente | Pittsburgh Pirates  | .357   |
| HR    | Hank Aaron       | Atlanta Braves      | 39     |
| RBI   | Orlando Cepeda   | St. Louis Cardinals | 111    |
| R     | Lou Brock        | St. Louis Cardinals | 113    |
| R     | Hank Aaron       | Atlanta Braves      | 113    |
| H     | Roberto Clemente | Pittsburgh Pirates  | 209    |
| SB    | Lou Brock        | St. Louis Cardinals | 52     |

| Stat. | Giocatore      | Squadra               | Totale |
| ----- | -------------- | --------------------- | ------ |
| W     | Mike McCormick | San Francisco Giants  | 22     |
| L     | Jack Fisher    | New York Mets         | 18     |
| ERA   | Phil Niekro    | Atlanta Braves        | 1.87   |
| K     | Jim Bunning    | Philadelphia Phillies | 253    |
| IP    | Jim Bunning    | Philadelphia Phillies | 302 ⅓  |
| SV    | Ted Abernathy  | Cincinnati Reds       | 28     |

## Post Season

### World Series
| Data                                     | Squadra di casa     | Squadra ospite      | Ris.  |
| ---------------------------------------- | ------------------- | ------------------- | ----- |
| 04/10                                    | Boston Red Sox      | St. Louis Cardinals | 1 - 2 |
| 05/10                                    | Boston Red Sox      | St. Louis Cardinals | 5 - 0 |
| 07/10                                    | St. Louis Cardinals | Boston Red Sox      | 5 - 2 |
| 08/10                                    | St. Louis Cardinals | Boston Red Sox      | 6 - 0 |
| 09/10                                    | St. Louis Cardinals | Boston Red Sox      | 1 - 3 |
| 11/10                                    | Boston Red Sox      | St. Louis Cardinals | 8 - 4 |
| 12/10                                    | Boston Red Sox      | St. Louis Cardinals | 2 - 7 |
| St. Louis Cardinals vincono la serie 4-3 |                     |                     |       |

## Premi
- Miglior giocatore della Stagione

|    | Giocatore        | Squadra             |
| -- | ---------------- | ------------------- |
| AL | Carl Yastrzemski | Boston Red Sox      |
| NL | Orlando Cepeda   | St. Louis Cardinals |

- Rookie dell'anno

|    | Giocatore  | Squadra         |
| -- | ---------- | --------------- |
| AL | Rod Carew  | Minnesota Twins |
| NL | Tom Seaver | New York Mets   |

- Miglior giocatore delle World Series

| Giocatore  | Squadra             |
| ---------- | ------------------- |
| Bob Gibson | St. Louis Cardinals |